# CEC European Managers
CEC European Managers (kurz CEC, Confédération Européenne des Cadres) ist ein Sozialpartner, der europaweit ungefähr eine Million Führungskräfte vertritt, die jeweils nationalen Dachverbänden und Berufsverbänden angehören. Seit Ende der 1980er Jahre trägt die CEC mit ihrem Sitz in Brüssel erheblich zum Integrationsprozess der EU bei.
CEC European Managers gehört zu den sechs branchenübergreifenden europäischen Sozialpartnern. Diese sind von Seiten der Arbeitnehmer der europäische Gewerkschaftsbund EGB, EUROCADRES sowie CEC European Managers und von Seiten der Arbeitgeber die Verbände BUSINESSEUROPE, CEEP und UEAPME.

## Geschichte
Die Führungskräfteverbände aus Italien, Deutschland und Frankreich gründeten 1951 die CIC (Confédération Internationale des Cadres). 1989 folgte die Gründung des europäischen Dachverbandes CEC (Confédération Européenne des Cadres). Zehn Jahre später gehörte die CEC zur Arbeitnehmerdelegation im Rahmen der Verhandlung zum Sozialprotokoll.

## Präsidenten der CEC
- 1989–1996: Henry Bordes-Pagès (F)
- 1996–2006: Maurizio Angelo (IT)
- 2006–2012: Georges Liarokapis (F)
- 2012–2015: Annika Elias (SE)
- 2015–2021: Ludger Ramme (DE)
- 2021          : Maxime Legrand (F)

Ebba Öhlund (Schweden) ist Schatzmeisterin und Marco Vezzani (Italien) ist stellvertretender Generalsekretär.

## Ziele
Ziel von CEC European Managers ist es, die Interessen der Führungskräfte im Rahmen der europäischen Institutionen zu vertreten und zu fördern. Die CEC ist ein selbstständiger europäischer Sozialpartner im Europäischen Sozialen Dialog.